# Schloss Kaltenstein

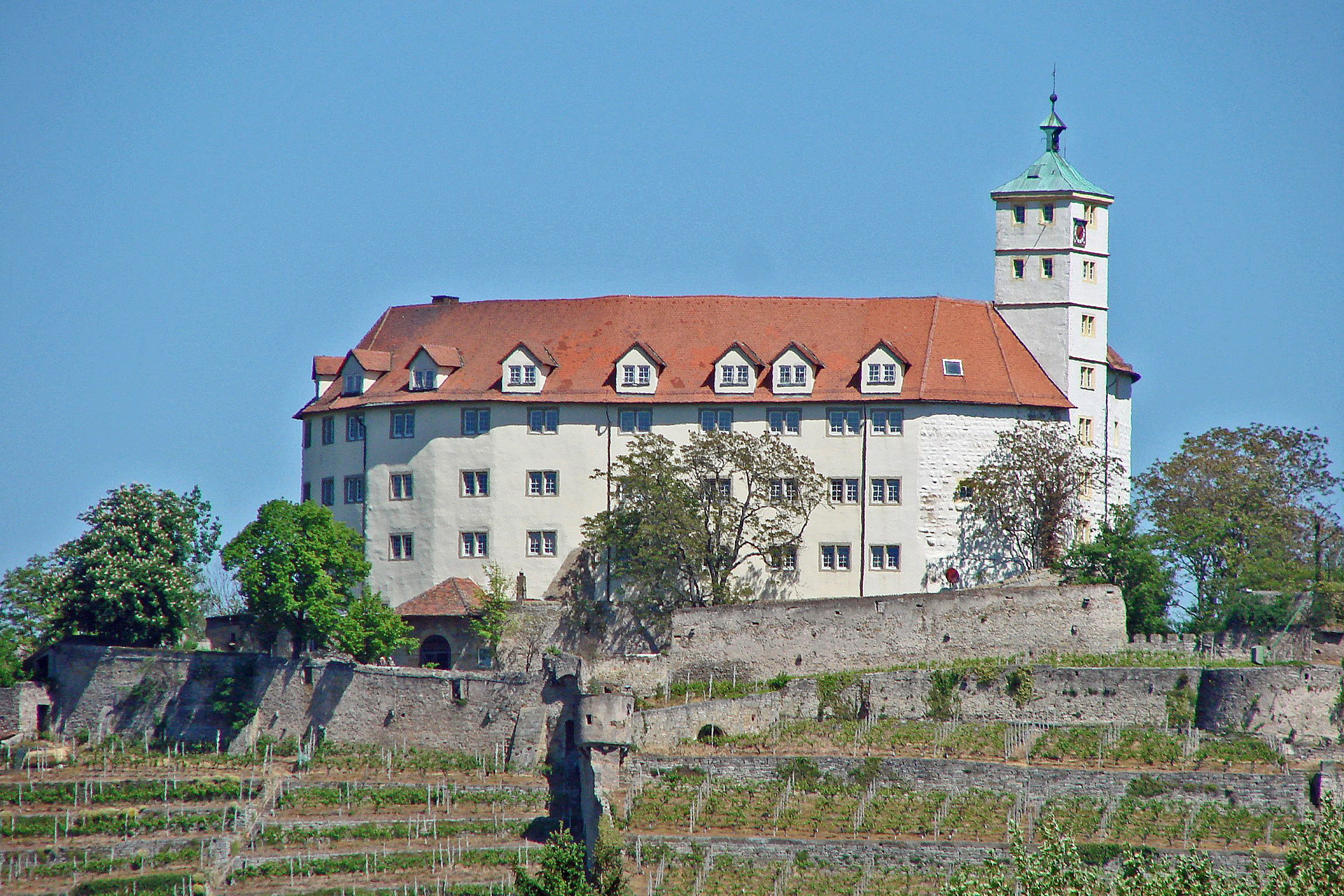
Schloss Kaltenstein

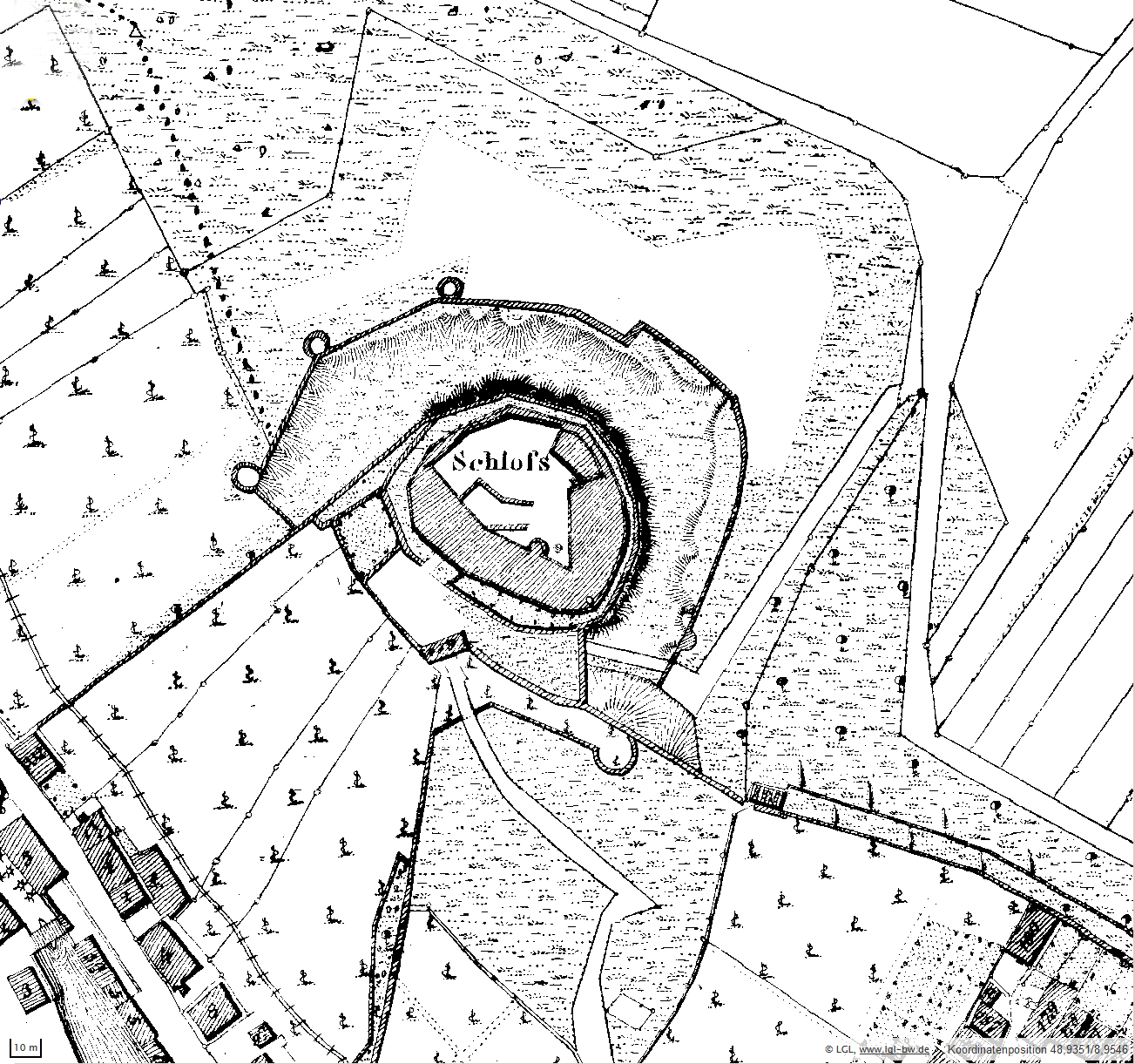
Mittelalterliche und modernere Befestigungsanlagen um das Schloss (1832)

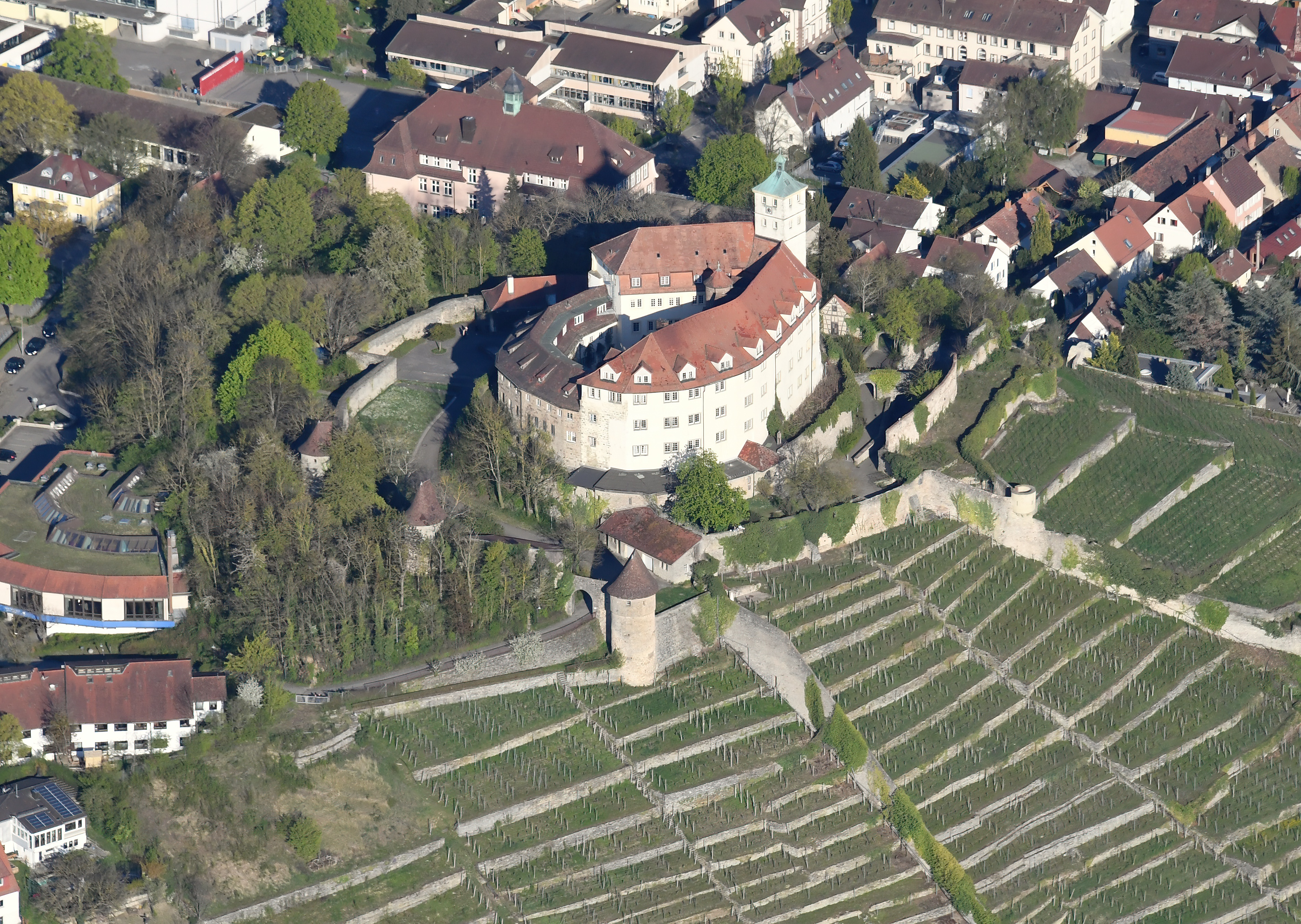
Schloss Kaltenstein aus der Vogelperspektive

Das Schloss Kaltenstein liegt in der baden-württembergischen Gemeinde Vaihingen an der Enz und überragt als deren Wahrzeichen die Stadt.

## Geschichte

### Burg Vaihingen
Erstmals urkundlich erwähnt wurde das Vorläuferbauwerk des Schlosses als „Castrum Vehingen“ (Burg Vaihingen) im Jahr 1096. Bis etwa 1185 war die Burg namengebender Sitz des ersten Grafengeschlechts von Vaihingen. Durch Heirat der Erbtochter kamen Grafschaft und Burg an Graf Gottfried von Calw, der die zweite Linie der Grafen von Vaihingen begründete. Dessen verschuldete Nachfahren mussten Burg und Stadt im 14. Jahrhundert verkaufen. So gelangte die Burg über die Markgrafen von Baden und die Grafen von Oettingen 1339 schließlich an das Haus Württemberg. Von da an residierte ein von den Württemberger Grafen eingesetzter Obervogt auf der Burg, glänzte aber meist durch Abwesenheit.

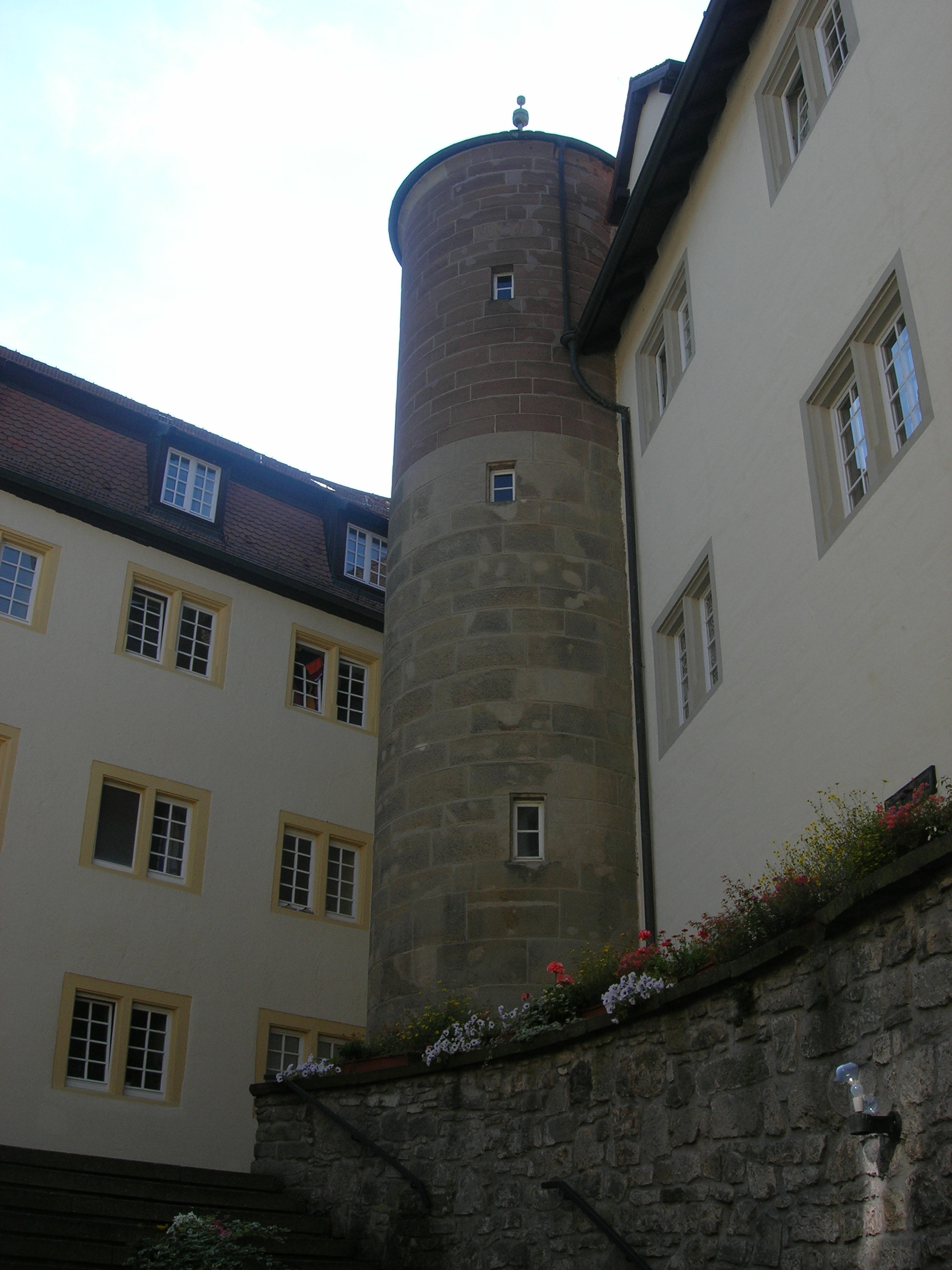
Treppenturm im Innenhof

### Schloss Kaltenstein
Im 16. Jahrhundert wurde der innere Bereich der Burg zum Schloss umgebaut und dabei vermutlich umbenannt. Bis ins 18. Jahrhundert wurde das Schloss Kaltenstein zweimal umgestaltet und vor allem seine Befestigung durch moderne Schanzen ergänzt. Bis zum Ende des 19. Jahrhunderts diente das Bauwerk zu unterschiedlichen Zwecken: als militärischer Truppenstützpunkt (Garnison) und Militärkrankenhaus (Lazarett) sowie ab 1843 als Arbeitshaus.
In der Zeit des Nationalsozialismus wurden 1933 „Schutzhäftlinge“ auf dem Schloss festgehalten; zudem diente es in beiden Weltkriegen der Unterbringung von Kriegsgefangenen. Der Leiter des Arbeitshauses, Regierungsoberamtmann Christian Walther, wurde 1953 unter anderem wegen „105 tateinheitlich begangener Verbrechen der erfolglosen Anstiftung zum Mord“ zu sechs Jahren und sechs Monaten Zuchthaus verurteilt.
Nach dem Zweiten Weltkrieg wurde das Schloss 1949 vom Christlichen Jugenddorfwerk Deutschlands (CJD) übernommen, um Heranwachsenden als Jugend-, Bildungs- und Sozialwerkstätte zu dienen. Zum Jahresende 2013 kündigte das CJD die im Schloss gemieteten Räume, nutzt aber weiterhin eigene Einrichtungen in der direkten Umgebung des Schlosses.
Von der Burg blieb ein Teil der Schildmauer aus Buckelquader-Mauerwerk erhalten, der in das Schlossgebäude integriert ist. Ebenso die beiden Schenkelmauern, die zu den ehemaligen Stadttoren im Enztal führten. Auch von der moderneren Befestigung sind noch Teile vorhanden.
2020 wurde zwischen dem Land Baden-Württemberg und der Privaten Schloss-Collection GmbH & Co KG des Wolfgang Scheidtweiler ein Baukonzessionsvertrag mit einer  Laufzeit von 27 Jahren abgeschlossen. Danach ist die Gesellschaft verpflichtet, das Schloss zu renovieren und im Anschluss daran berechtigt, das Bauwerk für die Dauer des Vertrages wirtschaftlich zu nutzen. An den Mehrkosten wegen des Denkmalschutzes beteiligt sich das Land mit einer Anschubfinanzierung in Höhe von 6 Millionen Euro.